# Évegnée-Tignée
Évegnée-Tignée is een plaats in de Belgische provincie Luik en een deelgemeente van Soumagne. De deelgemeente bestaat uit de plaatsen Évegnée en Tignée.

## Geschiedenis
De gemeente Évegnée-Tignée werd opgericht in 1949, toen de gemeente Évegnée en Tignée werden samengevoegd. Bij de gemeentelijke fusies van 1977 verdween de gemeente weer en werden Evegnée en Tignée bij Soumagne gevoegd.

## Demografische ontwikkeling van de fusiegemeente
- Bronnen:NIS, Opm:1831 tot en met 1970=volkstellingen; 1976 = inwoneraantal op 31 december

## Politiek
Évegnée-Tignée had een eigen gemeentebestuur en burgemeester tot de fusie van 1977. Burgemeesters waren:
- 1971-1976 : Jean-Louis Paggen

Deelgemeenten: Ayeneux · Cerexhe-Heuseux · Évegnée-Tignée · Melen · Micheroux

Overige plaatsen: Évegnée · Heuseux · Maireux · Rafhay · Sonkeu · Tignée

Belgische gemeenten · arrondissement Luik · provincie Luik · Wallonië